# 39335 Caccin
39335 Caccin è un asteroide della fascia principale. Scoperto nel 2002, presenta un'orbita caratterizzata da un semiasse maggiore pari a 2,7862622 UA e da un'eccentricità di 0,1668295, inclinata di 0,79785° rispetto all'eclittica.
L'asteroide è dedicato all'astrofisico italiano Bruno Caccin.